# Форма (рассказ)
«Форма» — классический научно-фантастический рассказ Роберта Шекли. Впервые был опубликован в ноябре 1953 года, в журнале «Galaxy Science Fiction».

## Сюжет
На планету Земля с планеты Глом отправлена двадцать первая экспедиция, цель которой установить преобразователь, который позволит переместить несметные войска и захватить эту планету. Пид, пилот с далёкой планеты Глом, разрывался между долгом и желанием. Там, на Гломе — кастовая система, предписывающая строгое следование формам, в которых могут существовать представители той или иной касты. А здесь — свобода выбора.
  
Целью экспедиции был некий атомный объект. Однако, вскоре после приземления в команде начинается забастовка. Руководитель экспедиции, пилот Пид, оказывается не в силах заставить двух других членов команды (навигатора и механика) следовать цели. Один из них сбегает при первой же ночёвке, принимает вид дуба и занимается вопросами философии, второй при проникновении принимает форму собаки и убегает со стаей собак. Пид, меняя формы, практически достигает реактора, но в окне защитного отсека он замечает птицу. Будучи пилотом по духу, он видит в ней форму существования, независимую от техники.
 
Когда охрана всё же врывается в отсек, они там никого не находят. Видят лишь необычную птицу, улетающую прочь от станции.

## Разное
Произведение было озвучено в рамках проекта «Модель для сборки».